# 艾米利奥·艾斯特维兹
艾米利奥·艾斯特维兹（英語：Emilio Estevez，1962年5月12日—）是一位美国演员、导演及作家。他是演员出身，曾是1980年代團體“Brat Pack”的一员，主演过《早餐俱樂部》、《St. Elmo's Fire》，还曾經主演過1983年的热门电影《The Outsiders》。他的其他知名作品还包括《Repo Man》、《The Mighty Ducks》以及其续集、《Stakeout》、《Maximum Overdrive》、《Bobby》（也兼任编剧、导演），以及包括《Young Guns》与其续集在内的西部片。